# Корниенко, Виктор Степанович
Ви́ктор Степа́нович Корние́нко (1909 — ?) — советский инженер и учёный, лауреат Ленинской премии.
Выпускник МВТУ 1932 года.
В 1932—1955 годах работал в организациях и на предприятиях строительства и производства строительных материалов.
С 1955 года — главный инженер сварочно-монтажного треста № 65.
Ленинская премия 1958 года (в составе коллектива) — за разработку и внедрение индустриального метода строительства нефтерезервуаров из плоских полотнищ, сворачиваемых в рулоны.

## Книги
- Монтаж железобетонных и стальных конструкций : учебник / Александр Васильевич Александровский, Виктор Степанович Корниенко. Москва : Высшая школа, 1980. 432 с.
- Корниенко, Виктор Степанович. Монтаж стальных и сборных железобетонных конструкций. Москва : Стройиздат, 1973
- Изготовление строительных металлических конструкций [Текст] / Корниенко В. С. ; М-во монтажных и спец. строит. работ СССР, Всесоюз. объединение «Союзстальконструкция», Гл. упр. кадров и учеб. Заведений. Москва : Стройиздат, 1977
- Монтаж стальных и железобетонных конструкций / В. С. Корниенко, А. В. Корниенко, М. А. Рзаев. М. : Стройиздат, 1982
- Причины аварий стальных конструкций и способы их устранения / Борис Иванович Беляев, Виктор Степанович Корниенко. Москва : Стройиздат, 1968. 206 с.